# Gilena
Gilena é um município da Espanha na província de Sevilha, comunidade autónoma da Andaluzia, de área 52 km² com população de 3915 habitantes (2007) e densidade populacional de 74,79 hab/km².

## Demografia
| Variação demográfica do município entre 1991 e 2004 | Variação demográfica do município entre 1991 e 2004 | Variação demográfica do município entre 1991 e 2004 | Variação demográfica do município entre 1991 e 2004 |
| --------------------------------------------------- | --------------------------------------------------- | --------------------------------------------------- | --------------------------------------------------- |
| 1991                                                | 1996                                                | 2001                                                | 2004                                                |
| 3757                                                | 3840                                                | 3848                                                | 3821                                                |